# Grant Hochstein
Grant Hochstein (* 16. Juli 1990 in Warren, Michigan) ist ein ehemaliger US-amerikanischer Eiskunstläufer, der im Einzellauf startete. 

## Werdegang
Grant Hochstein nahm ab 2010 regelmäßig an den US-Meisterschaften der Senioren teil, schaffte es in dieser Zeit allerdings nie aufs Podium. 2016 erreichte er mit dem vierten Platz sein bestes Ergebnis. Da sich jedoch der Dritte der Meisterschaften Nathan Chen verletzt hatte, rückte Hochstein noch in die Mannschaft für die Eiskunstlauf-Weltmeisterschaft 2016 in Boston nach, wo er bei seinem Debüt den zehnten Platz belegte. Dabei überzeugte er besonders in der Kür mit einer neuen persönlichen Punktebestleistung von 162,44 Punkten.
Nach der Weltmeisterschaft machte Hochstein im New Yorker Central Park der Eiskunstläuferin Caroline Zhang erfolgreich einen Heiratsantrag.
Am 3. August 2018 verkündete Hochstein seinen Rücktritt.

## Ergebnisse
| Meisterschaft / Jahr             | 2010 | 2011 | 2012 | 2013 | 2014 | 2015 | 2016 | 2017 | 2018 |
| -------------------------------- | ---- | ---- | ---- | ---- | ---- | ---- | ---- | ---- | ---- |
| Weltmeisterschaften              |      |      |      |      |      |      | 10.  |      |      |
| Vier-Kontinente-Meisterschaften  |      |      |      |      |      |      | 8.   | 9.   | 11.  |
| Juniorenweltmeisterschaften      | 5.   |      |      |      |      |      |      |      |      |
| US-amerikanische Meisterschaften | 7.   | 12.  | 12.  | 15.  | 11.  | 9.   | 4.   | 4.   | 5.   |